# Tiel

Tiel é uma cidade e município dos Países Baixos. Aqui foi descoberto, através da arqueologia, um santuário solar pré-histórico designado por Stonehenge holandês, pelas suas semelhanças com esse sítio britânico

## Vilas
- Bergakker